# Tour de France 2006 – 2. etapa
- 3. červenec
- Obernai – Esch-sur-Alzette
- 228,5 km

## Profil

### Sprintérské prémie
- 107. km – Marimont-les-Benestroff
- 169,5. km – Holling
- 198,5. km – Yutz

### Horské prémie
- 35,5. km – Col des Pandours 662 m n. m., 7,8 km se stoupáním 4,1 % (3. kategorie)
- 50. km – Col de Valsberg 652 m n. m., 3,6 km se stoupáním 5,2 % (3. kategorie)
- 187,5. km – Côte de Kédange-sur-Canner 253 m n. m., 1,2 km se stoupáním 5,9 % (4. kategorie)
- 212,5. km – Côte de Kanfen 325 m n. m., 1,9 km se stoupáním 4,5 % (4. kategorie)
- 215. km – Côte de Volmerange-les-Mines 410 m n. m., 1,4 km se stoupáním 6,5 % (4. kategorie)

## Klasifikace sprintérských prémií

### Marimont-les-Benestroff, 107. km
| 1 | David De La Fuente | 6 b + 6 s |
| 2 | Aitor Hernandez    | 4 b + 4 s |
| 3 | Tom Boonen         | 2 b + 2 s |

### Holling, 169,5. km
| 1 | David De La Fuente | 6 b + 6 s |
| 2 | Aitor Hernandez    | 4 b + 4 s |
| 3 | Thor Hushovd       | 2 b + 2 s |

### Yutz, 198,5. km
| 1 | David De La Fuente | 6 b + 6 s |
| 2 | Tom Boonen         | 4 b + 4 s |
| 3 | Thor Hushovd       | 2 b + 2 s |

## Klasifikace horských prémií

### Col des Pandours, 35,5. km
| 1 | Aitor Hernandez    | 4 b |
| 2 | David De La Fuente | 3 b |
| 3 | Fabian Wegmann     | 2 b |
| 4 | Jérôme Pineau      | 1 b |

### Col de Valsberg, 50. km
| 1 | Aitor Hernandez    | 4 b |
| 2 | David De La Fuente | 3 b |
| 3 | Jérôme Pineau      | 2 b |
| 4 | Fabian Wegmann     | 1 b |

### Côte de Kédange-sur-Canner, 187,5. km
| 1 | David De La Fuente | 3 b |
| 2 | Aitor Hernandez    | 2 b |
| 3 | Fabian Wegmann     | 1 b |

### Côte de Kanfen, 212,5. km
| 1 | David De La Fuente | 3 b |
| 2 | Fabian Wegmann     | 2 b |
| 3 | Laurent Lefevre    | 1 b |

### Côte de Volmerange-les-Mines, 215. km
| 1 | Fabian Wegmann     | 3 b |
| 2 | David De La Fuente | 2 b |
| 3 | Laurent Lefevre    | 1 b |

## Pořadí v etapě
| *  | Jezdec          | Tým                    | Čas      |
| -- | --------------- | ---------------------- | -------- |
| 1  | Robbie McEwen   | Davitamon-Lotto        | 05:36:14 |
| 2  | Tom Boonen      | Quick Step-Innergetic  | + 0:00   |
| 3  | Thor Hushovd    | Credit Agricole        | + 0:00   |
| 4  | Oscar Freire    | Rabobank               | + 0:00   |
| 5  | Daniele Bennati | Lampre-Fondital        | + 0:00   |
| 6  | Luca Paolini    | Liquigas               | + 0:00   |
| 7  | Stuart O´Grady  | Team CSC               | + 0:00   |
| 8  | Bernhard Eisel  | Francaise Des Jeux     | + 0:00   |
| 9  | Erik Zabel      | Team Milram            | + 0:00   |
| 10 | Peter Wrolich   | Gerolsteiner           | + 0:00   |
| .. | ……………….         | ………………                 | …….      |
| 76 | Pavel Padrnos   | Discovery Channel Team | + 0:00   |

Nejaktivnější jezdec:  David De La Fuente

## Celkové pořadí
| Thor Hushovd 09:54:19 | Robbie McEven 65 | David De La Fuente 14 | Benoit Vaugrenard 09:54:40 |
| Tom Boonen + 0:05     | Thor Hushovd 62  | Fabian Wegmann 12     | Joost Posthhuma + 0:07     |
| Robbie McEven + 0:08  | Tom Boonen 49    | Aitor Hernandez 10    | Marcus Fothen + 0:09       |